# Offensiva della Mosa-Argonne
L'offensiva della Mosa-Argonne, anche detta "battaglia della foresta dell'Argonne" o "battaglia delle Argonne", avvenne tra il 26 settembre e l'11 novembre 1918, lungo il Fronte occidentale della prima guerra mondiale.
Quest'offensiva fa parte dell'offensiva dei cento giorni, nella quale gli eserciti alleati costrinsero alla ritirata i tedeschi e riconquistarono gran parte del territorio francese occupato dall'Impero tedesco. L'offensiva venne condotta principalmente dalle forze statunitensi dell'American Expeditionary Forces guidato dal generale John J. Pershing che, peraltro, mostrarono gravi carenze tattiche e mancanza di esperienza; i ripetuti attacchi frontali vennero respinti dalle forze tedesche schierate a difesa sulla cosiddetta Linea Crimilde e fino al 1 novembre 1918 gli americani furono praticamente bloccati.
L'offensiva delle Argonne costò pesanti perdite al corpo di spedizione americano e costituisce ancora la battaglia della storia in cui le truppe statunitensi subirono il maggior numero di morti e feriti.

## Premesse
L'offensiva fu progettata dal Comando Supremo alleato su proposta del maresciallo Ferdinand Foch, con l'intento di sfondare la linea Hindenburg e, in definitiva portare le forze tedesche alla capitolazione.
L'offensiva nella foresta delle Argonne fu parte di un insieme di offensive alleate lungo tutto il fronte occidentale che, tra il settembre e l'ottobre del 1918, vengono ricordate come l'offensiva dei cento giorni.
L'offensiva della Mosa-Argonne coinvolse soprattutto le truppe francesi ormai, come quelle di quasi tutti i paesi alleati, stremate e insanguinate da quattro anni di guerra, ma determinate a terminare quello stallo che durava dalla fine della prima battaglia della Marna del 1914.
Il rinnovato vigore degli alleati derivava anche dal fatto che oramai le truppe americane potevano agire, seppur solo con azioni di supporto, lungo tutto il fronte e con efficacia; queste nuove truppe fresche parteciparono fortemente alle offensive di settembre e ottobre, e diedero un grosso aiuto alle forze anglo-francesi a occidente.
Nella Mosa-Argonne infatti, parteciparono due armate francesi e un imponente schieramento americano dell'AEF, il più grande impegno in prima linea di truppe dell'esercito degli Stati Uniti nella prima guerra mondiale, e anche il più sanguinoso.
Il Comando delle operazioni fu principalmente in mano francese; alcune divisioni di fanteria statunitense, per esempio la 92ª divisione Buffalo Soldiers e la 93ª divisione furono inquadrate nel XVII Corpo d'armata francese, il cui sforzo principale ebbe luogo nel settore di Verdun tra il 26 settembre e 11 novembre 1918.
In un settore molto più a nord, le truppe statunitensi delle divisioni 27ª e 30ª del II Corpo dell'AEF combatterono sotto il comando britannico, in un attacco diretto allo sfondamento della linea Hindenburg con 12 divisioni britanniche e australiane.
L'attacco, conosciuto come la battaglia del canale di St.Quentin, nonostante alcune iniziali battute d'arresto, raggiunse gli obbiettivi, conquistando un tratto di sei chilometri della linea, tra Bellicourt e Vendhuille, e aprendo una breccia nelle difese tedesche grazie al grande contributo americano.

## Piano
Lo scopo dell'offensiva alleata era quello di riconquistare i territori persi, e soprattutto catturare il nodo ferroviario di Sedan per annullare il sostegno logistico che questo offriva ai tedeschi nella Francia del nord-est e nelle Fiandre, e spingere così il nemico alla resa.
Per ottenere tali obiettivi il maresciallo francese Ferdinand Foch ideò un attacco per sfondare la linea Hindenburg, una serie di difese create dai tedeschi per difendere le posizioni conquistate in territorio francese.
Il piano prevedeva tre offensive: una da nord, una da ovest e una da sud, lungo tutto il fronte occidentale.
Il 26 settembre gli americani cominciarono l'offensiva attaccando da sud. Il giorno seguente divisioni britanniche e belghe sfondarono le linee tedesche verso Gand in Belgio e il 28 francesi e britanniche attaccarono la linea Hindenburg da nord.

## Le forze in campo

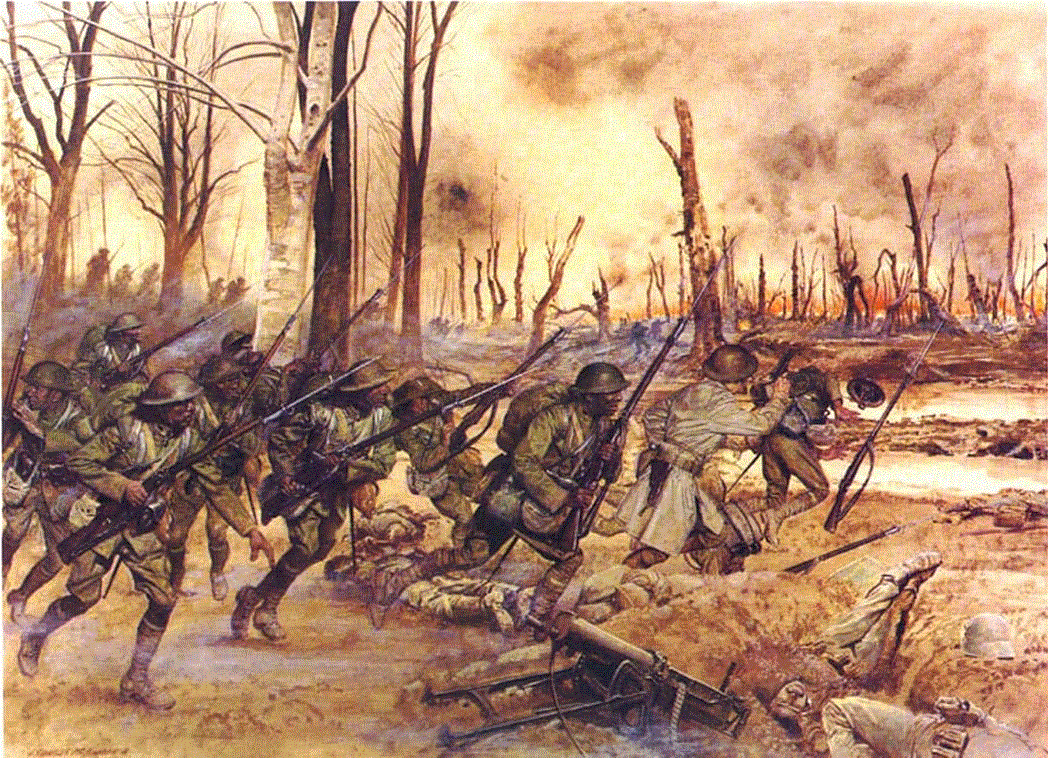
Statunitensi in azione durante la battaglia della Mosa-Argonne rappresentata in un dipinto

Le forze statunitensi prevedevano inizialmente quindici divisioni della 1ª Armata statunitense, al comando del generale John J. Pershing fino al 16 ottobre, poidel tenente generale Hunter Liggett; la logistica fu diretta dal colonnello George Marshall.

Le forze francesi erano costituite da 31 divisioni della 4ª Armata (sotto il comando di Henri Gouraud) e della 5ª Armata (sotto il comando di Henri Berthelot).

Il maggior contributo di mezzi e artiglierie fu fornito dagli alleati europei; solo per l'offensiva della Mosa-Argonne, i pezzi d'artiglieria erano 2 780, i carri armati 380 e gli aerei 840.

Nello svolgimento dell'offensiva, alla fine furono impiegate 22 divisioni statunitensi e fu coinvolto anche il 2º Corpo d'armata coloniale, sotto Henri Edouard Claudel, che aveva combattuto al fianco degli statunitensi durante la battaglia di Saint-Mihiel all'inizio di settembre 1918.
Dall'altra parte dello schieramento, i tedeschi non poterono contare su nessun rinforzo, e le loro forze si erano praticamente dimezzate dal 1914; per esempio, contro la 79ª divisione statunitense i tedeschi poterono schierare solo la 117ª composta solo da 3 300 uomini. Il morale tra i reparti tedeschi nel fronte occidentale era inoltre molto basso, e le forze messe in campo da Georg von der Marwitz crebbero fino a circa 200 000 uomini in 44 divisioni.

### Alleati
1ª Armata statunitense15 divisioni (fino ad un massimo di altre 7 divisioni di rinforzo)
- Generale John J. Pershing

4ª Armata francese
- Generale Henri Gouraud

5ª Armata francese
- Generale Henri Mathias Berthelot

in tutto 31 divisioni, 2,780 pezzi d'artiglieria, 340 carri armati, 840 aeroplani (2º Corpo coloniale di rinforzo)

### Germania
5ª Armata tedesca
- Generale Georg von der Marwitz

44 divisioni (non impegnate tutte nello stesso momento)

## Battaglia

### Prima fase: 26 settembre - 3 ottobre

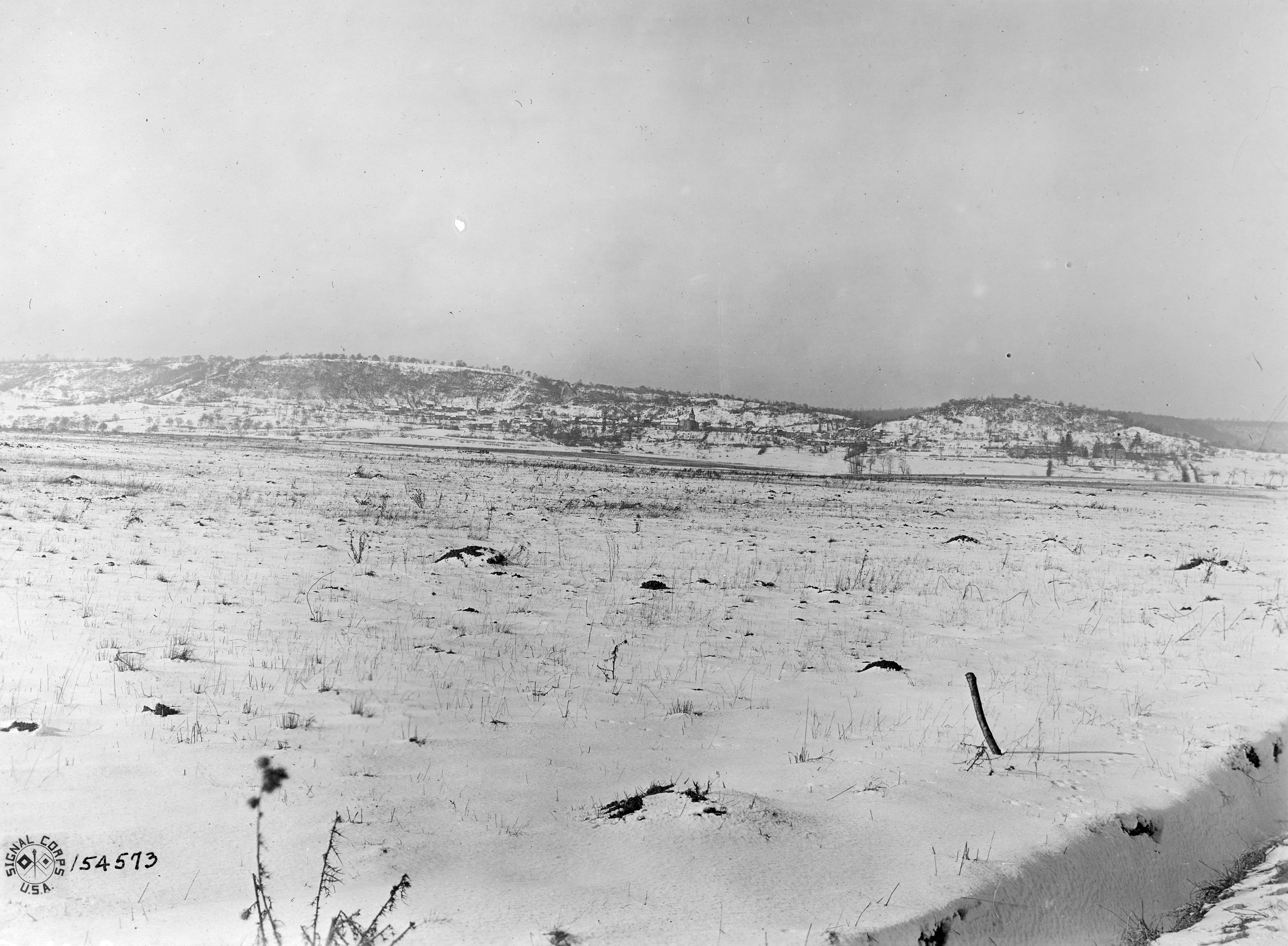
Hill 218

L'attacco americano iniziò alle 5:30 del 26 settembre con risultati alterni: il V e il III Corpo incontrarono notevoli difficoltà nell'avanzare, a causa dell'inesperienza, la 79ª divisione non riuscì nel proprio obbiettivo di catturare Montfaucon, la 28ª divisione Keystone, a causa della formidabile resistenza tedesca, fu praticamente fermata nella sua avanzata, la 91ª divisione Wild West avanzò di soli 8 km, e la 37ª divisione Buckeye fallì la conquista di Montfaucon d'Argonne.
Il giorno successivo, il 27 settembre, la maggior parte della 1ª Armata statunitense iniziò ad avere successo, la 79ª divisione catturò Montfaucon e la 35ª divisione Santa Fe riuscì a catturare il villaggio di Baulny, la collina Hill 218 e Charpentry.

Il 29 settembre furono dispiegate 6 divisioni tedesche per contrastare l'avanzata americana, ma furono respinti dalla 35ª divisione, dal 128º battaglione mitraglieri, e dalla 129ª batteria da campagna comandata da Harry Truman.

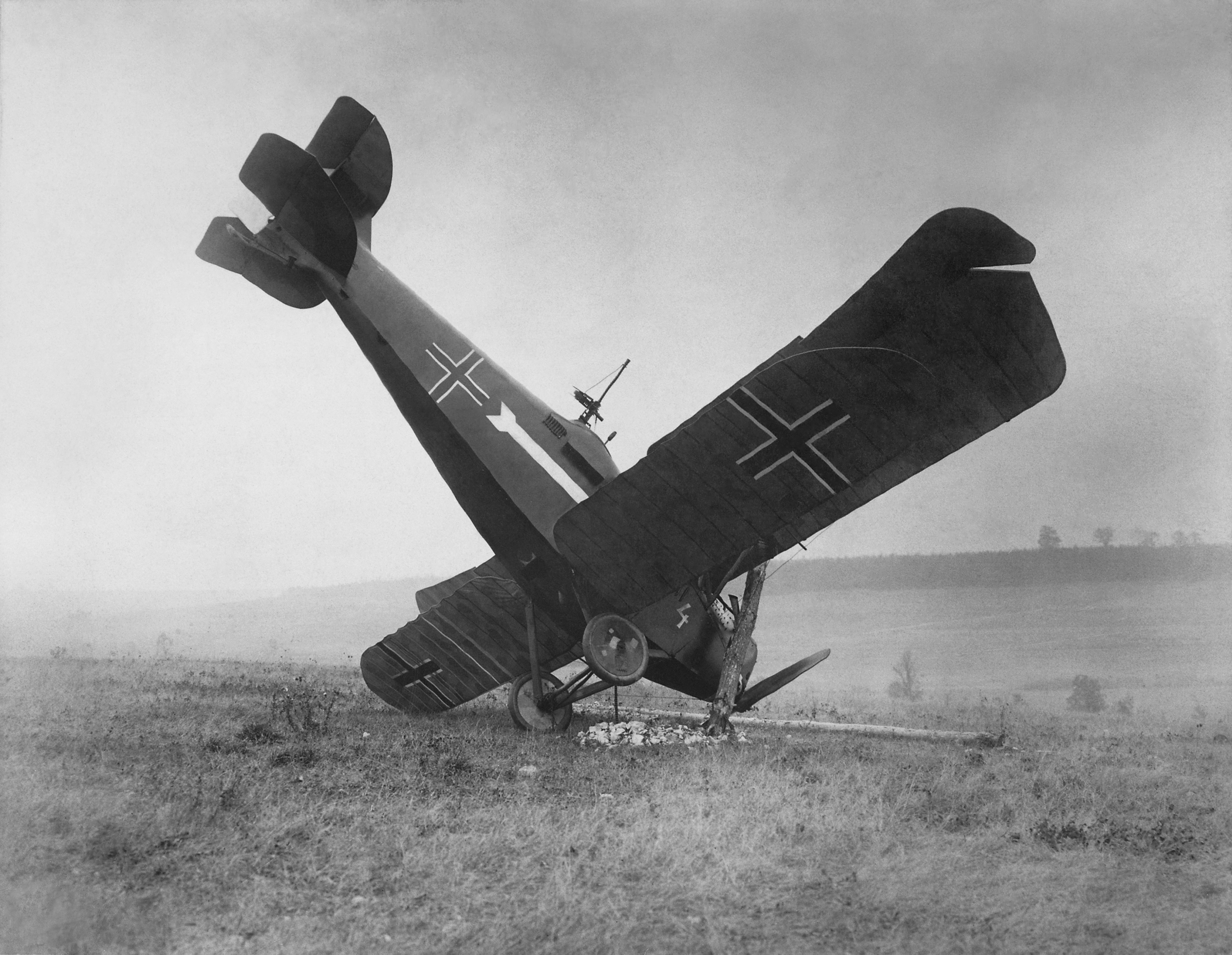
Un Hannover CL III precipitato tra Montfacon e Cierges il 4 novembre

Nonostante i successi americani, la resistenza tedesca era accanita; la 35ª divisione statunitense subì gravi perdite, molti dei suoi ufficiali caddero ma, nonostante lo sbandamento, riuscì ad avanzare di 9 km in profondità nelle linee tedesche fino a Somme-Py e a nord-ovest di Reims (la battaglia di Saint-Thierry). Congiuntamente i progressi francesi furono più ampi, e favoriti dal campo di battaglia, più aperto e largo delle fitte e difficili foreste delle Argonne.

### Seconda fase: 4 - 28 ottobre
La seconda fase della battaglia iniziò il 4 ottobre; le divisioni originariamente impiegate (91ª, 79ª, 37ª e 35ª) del V Corpo d'armata statunitense furono sostituite dalla 32ª, 3ª e 1ª divisione. Durante i primi attacchi, nella sua veloce avanzata contro la 37ª, la 52ª e la 5ª tedesche, la 1ª divisione creò un vuoto nelle linee nemiche, ed è in questa fase che si andò a delineare la vicenda del "battaglione perduto".
Questo battaglione della 77ª divisione rimase scollegato dalle linee amiche, e bloccato in postazioni avanzate nelle Argonne a causa di un attacco tedesco che isolò due reggimenti e un battaglione americani.
Durante la resistenza del battaglione contro le offensive tedesche, dei 575 uomini, solo 194 vennero messi in salvo il 7 ottobre dalle forze amiche grazie a un messaggio recapitato agli alleati utilizzando come mezzo un piccione viaggiatore di nome Cher Ami.
Gli americani, durante l'offensiva, lanciarono una serie di sanguinosi assalti frontali per sfondare le linee tedesche, principalmente lungo la Stellung Kriemhilde della Linea Hindenburg tra il 14-17 ottobre (battaglia di Montfaucon). Alla fine di ottobre, le truppe statunitensi erano avanzate di circa 10 miglia, e evevano conquistato la foresta delle Argonne, mentre sulla loro sinistra i francesi avanzarono di una trentina di km, raggiungendo il fiume Aisne.

### Terza fase: 26 ottobre - 10 novembre
Al 31 ottobre gli americani erano avanzati di una quindicina di chilometri e sulla loro sinistra i francesi di una trentina, raggiungendo il fiume Aisne. Le forze americane si riorganizzarono in due armate: la prima, comandata dal generale Ligett, avrebbe continuato verso la ferrovia Carignan-Sedan-Mezieres, la seconda, comandata dal tenente generale Robert L. Bullard, era diretta verso est in direzione Metz.

Gli americani si trovarono di fronte in tutto circa 31 divisioni tedesche in questa fase, ma la spinta alleata non si fermò, vennero catturate le difese tedesche a Buzancy, permettendo alle truppe francesi di attraversare il fiume Aisne, da dove avanzarono catturando Le Chesne (battaglia di Chesne). 
Negli ultimi giorni i francesi conquistarono l'obbiettivo primario, ossia il nodo ferroviario di Sedan, e il 6 novembre le forze americane liberarono i territori tutt'intorno.

## Esito

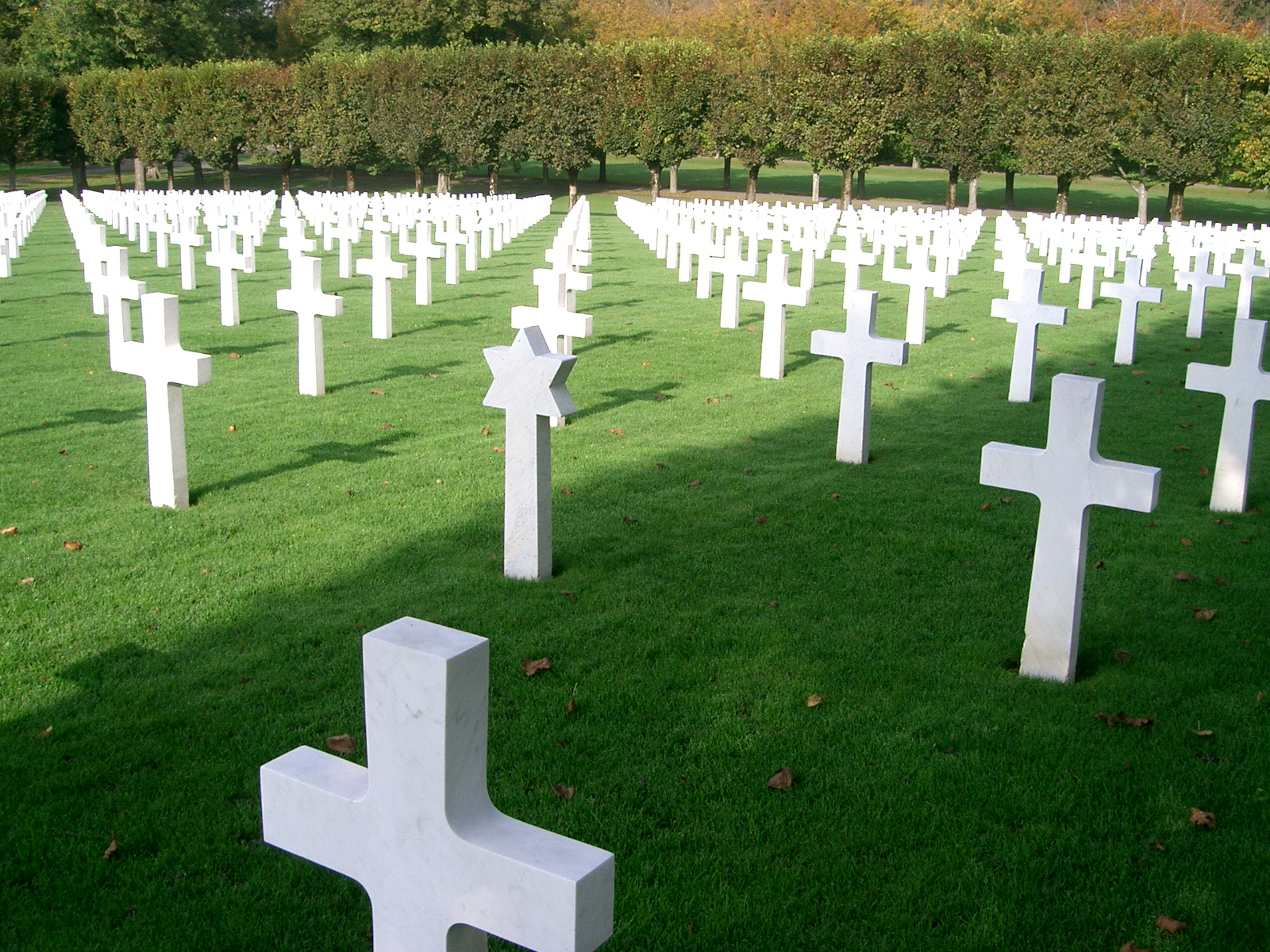
Cimitero americano a Romagne-sous-Montfaucon

L'offensiva delle Argonne contribuì alla sconfitta finale dell'esercito tedesco, ormai dissanguato e demotivato, con vari problemi interni al paese che si ripercuotevano anche tra le file dell'esercito.

Nonostante lo sbandamento morale degli avversari, gli alleati con questa ultima offensiva non riuscirono comunque a cacciare i tedeschi dalla Francia, né a distruggerli completamente: all'11 novembre, giorno dell'Armistizio di Compiègne, i tedeschi, con le truppe ancora sotto le armi, le trincee piene di uomini, le artiglierie in posizione e i soldati sul suolo francese e belga, si sentirono traditi da coloro che avevano consegnato la vittoria agli Alleati al tavolo dei negoziati.

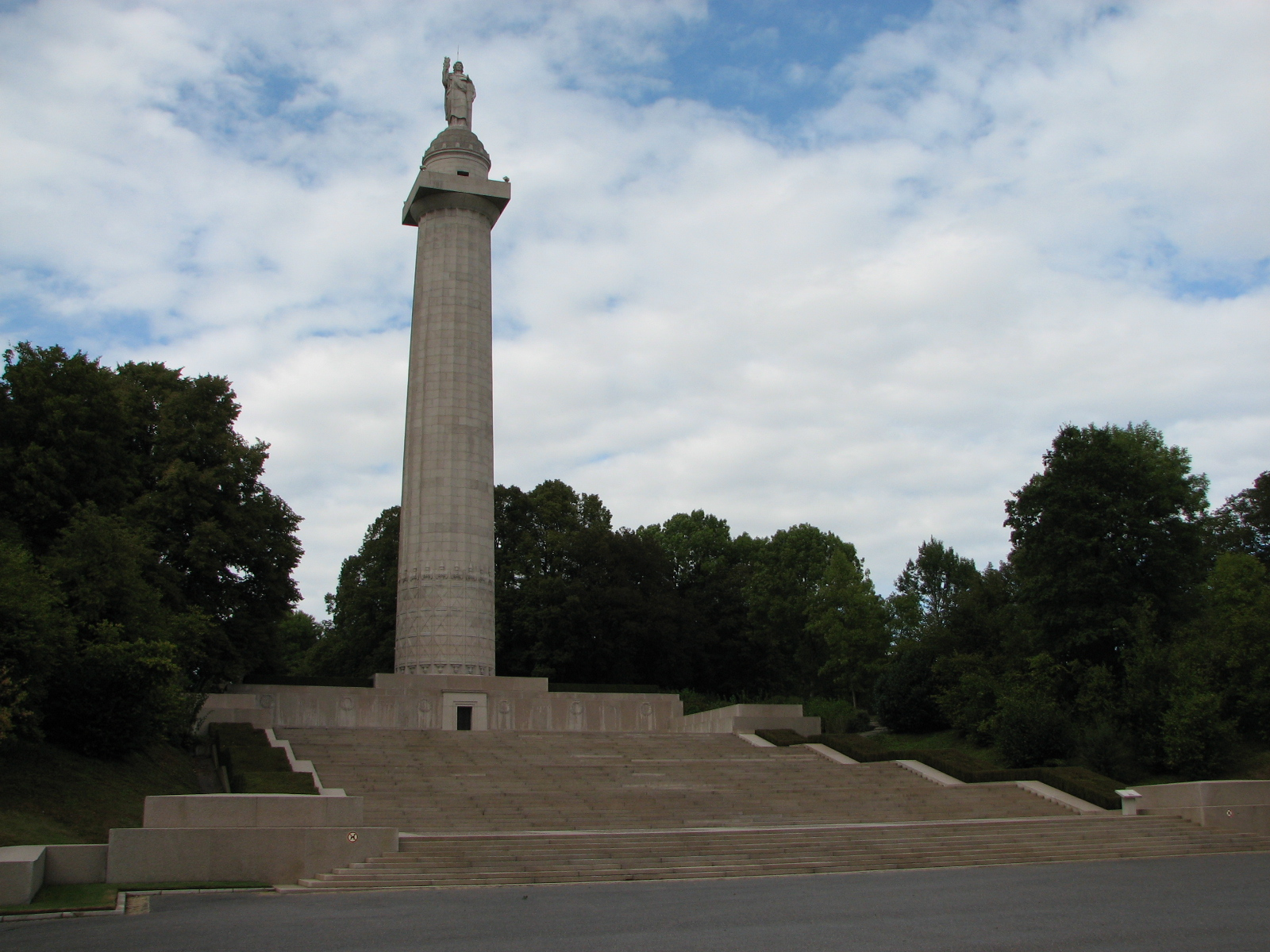
Monumento americano a Montfaucon

Gli Alleati non riuscirono mai a sopraffare i tedeschi sul piano tattico; solo la maggior disponibilità di uomini e risorse, ed il grande aiuto degli Stati Uniti d'America, permisero all'Intesa di mettere sul campo una forza molto superiore, che nonostante tutto non riuscì a sconfiggere sul campo i tedeschi, ma spinse i Comandi tedeschi a chiedere la resa per non prosciugare ancora di più le ormai deboli forze della Germania.
Da parte alleata, il successo richiese un contributo di vite maggiore che da parte tedesca, dopo quattro anni l'attacco frontale era ancora prassi negli eserciti alleati, mentre la difesa elastica tedesca era molto più efficace e conteneva le perdite.

La battaglia della Mosa-Argonne fu probabilmente la battaglia più sanguinosa per l'esercito americano nella storia, nonostante sia oggi poco ricordata negli Stati Uniti.

## Filmografia parziale
Alcuni film di guerra sono ambientati durante l'offensiva dell'Argonne:
- I fucilieri delle Argonne (The Fighting 69th) film del 1940, diretto da William Keighley.
- Il sergente York (Sergeant York) film del 1941, diretto da Howard Hawks.
- Il battaglione perduto (The lost battalion) film TV del 2001, diretto da Russell Mulcahy.